# Proteina ribosomale-alanina N-acetiltransferasi
La proteina ribosomale-alanina N-acetiltransferasi è un enzima appartenente alla classe delle transferasi, che catalizza la seguente reazione:
acetil-CoA + proteina-ribosomale L-alanina ⇄ CoA + proteina-ribosomale N-acetil-L-alanina
Un gruppo di enzimi di Escherichia coli che acetilano l'N-terminale dei residui di alanina di specifiche proteine ribosomali.